# جيمس رونالد
جيمس رونالد (بالإنجليزية: James Ronald)‏ هو رجل دين وسياسي بريطاني وأسترالي (وحمل سابقاً جنسية المملكة المتحدة لبريطانيا العظمى وأيرلندا)، ولد في 27 أغسطس 1861 في اسكتلندا في المملكة المتحدة، وتوفي في 27 يوليو 1941. حزبياً، نشط في حزب العمال الأسترالي. وقد انتخب عضو مجلس النواب الأسترالي عن دائرة Division of Southern Melbourne ‏ (29 مارس 1901 – 12 ديسمبر 1906).